# Tom Artin
Tom Artin (* 12. November 1938 in Bloomington (Indiana)) ist ein US-amerikanischer Jazzmusiker (Posaune) und Fotograf.

## Familie
Tom Artin ist das dritte Kind des Mathematikers Emil Artin und seiner Frau Natascha Brunswick. Der Mathematiker Michael Artin ist Tom Artins Bruder.

## Leben und Wirken
Artin erwarb sowohl den Bachelor of Arts (1960) und den Ph.D. (1968) in Komparatistik an der Princeton University. Artins fotografische Karriere verlief parallel zu einer Karriere als Mediävist und Hochschullehrer, die er 1979 aufgab, um darauf eine Vollzeitkarriere als Jazzmusiker zu verfolgen.
Artin war seit den 1950er-Jahren als Musiker aktiv und leitete mehrere Bands; so arbeitete er u. a. mit dem Smithsonian Jazz Repertory Ensemble, den Louis Armstrong Alumni All-Stars, World of Jelly Roll Morton, The World’s Greatest Jazz Band, Wild Bill Davison und mehrere Jahre als Hausposaunist im New Yorker Jazzclub Eddie Condon's. Artin war an Aufnahmen mit Mel Tormé, Ed Polcer, Bob Wilbers Benny Goodman Revival Big Band, Dick Sudhalter und Dick Voigts Big Apple Jazz Band beteiligt. Des Weiteren leitete er die 16-köpfige Swingband TomCats Jazz Aces sowie die Trad-Jazzband Satchmo & Co und Standard Brass, ein siebenköpfiges Jazzensemble, für die er Arrangements von Jazzstandards und Klassikern des Great American Songbook geschrieben hat. Außerdem gehörte er der Hayes Kavanagh New York City Jazz Band an. Artin war zudem Gründer und Präsident von Artin Arts, einer Agentur, die über zwanzig Jazz- und Klassikgruppen sowie Solokünstler vertrat. Im Bereich des Jazz war er laut Tom Lord zwischen 1970 und 2004 an 23 Aufnahmesessions beteiligt, u. a. auch mit Leon Redbone, Terry Waldo, und mit Mark Shane & Terry Blaine.
In den letzten Jahrzehnten konzentrierte sich Artins Arbeit hauptsächlich auf die Kunstfotografie; er schuf jedoch auch Mode- und Musikfotografie für den Druck und für Websites. Als Fotograf beschäftigte sich Artin mit Schwarzweiß-Fotografie und Themen, die von Landschaften, Seestücken und Stadtansichten bis hin zu Porträts, Blumen und Stillleben reichten.

## Diskographische Hinweise
- Barrett Deems, Arvell Shaw, Johnny Mince, Johnny Guarnieri, Tom Artin: The Wonderful World of Louis Armstrong
- Tom Artin and Condon's Hot Lunch Featuring Pee Wee Erwin (Slide Records, um 1980), mit Jack Maheu, Bobby Pratt, Dick Waldburger, Ernie Hackett
- Tom Artin and Standard Brass (Slide, um 1990), mit Randy Sandke, Greg Gisbert, Janet Lantz, Chris Flory, Matt Finders, Danny D’Imperio
- Ed Polcer and The Condon All Stars: A Night at Eddie Condon's  (1992), mit Ken Peplowski, Mark Shane, Red Balaban, Joe Ascione

## Buchveröffentlichungen
- als Herausgeber: Emil Artin's Iceland Journal 1925. 2013, ISBN 978-1-4825-5168-6.
- Wagner complex: genesis and meaning of the ring. 2.  Auflage. Free Scholar Press, Sparkill 2015, ISBN 978-0-615-63878-2.